# Morris Plains
Morris Plains est un borough situé dans le comté de Morris, dans l’État du New Jersey, aux États-Unis.